# Ekspresforsendelse
En ekspresforsendelse udgør en forsendelse der skal leveres hurtigt. Det kaldes også for eksprespost, når det sendes som postforsendelse. Når der sendes ekspresforsendelser, er der fokus på forsendelseshastighed hele vejen igennem distributionsledet. Dette gælder dog ikke når det kommer til eksprespost, hvor forsendelsen først adskiller sig fra almindelig brevpost i det øjeblik forsendelsen når destinationsposthuset. Da køres ekspresforsendelsen særskilt ud inden en angivet tidsfrist. En ekspresforsendelse kan sendes som brev eller som postpakke. Typiske ekspresforsendelser kan fx indeholde reservedele eller blot være baseret på modtagerens ønske om hurtig levering.

## I Danmark
I Danmark leveres de fleste ekspresforsendelser gennem kurervirksomheder.

### PostNord Logistics
Post Danmark gør forretninger gennem PostNord Logistics, som tilbyder forskellige ekspres- og kurerforsendelser.

### Post Danmark
Post Exprès er en forsendelsesform, der udbydes af Post Danmark. Med Post Exprès leveres forsendelser den førstkommende omdelingsdag (man. - lør.) inden kl. 9.00. Såfremt forhold ved modtageren ikke mulliggør levering inden kl. 9.00 udskydes leveringsfristen til kl. 10.00. Er en forsendelse pga. forhold hos Post Danmark mere end 6 timer forsinket, så udbetales en kompensation på 500 kr.